# فرودگاه باریو
فرودگاه باریو (به انگلیسی: Bario Airport) (به زبان بومی: Lapangan Terbang Bario) یک فرودگاه همگانی با کد یاتا BBN است که یک باند فرود آسفالت دارد و طول باند آن ۶۷۰ متر است. این فرودگاه در کشور مالزی قرار دارد و در ارتفاع ۱۰۵۲ متری از سطح دریا واقع شده‌است.

## شرکت‌های هواپیمایی و مقصدهای پروازی
| شرکت‌های هواپیمایی                 | مقصدهای پروازی         |
| --------------------------------- | ---------------------- |
| مالزی ایرلاینز اجرا توسط MASwings | باکلالان، مارودی، میری |